# بريبين بانغ هينركسن
بريبين بانغ هينركسن هو محامي وسياسي دنماركي، ولد في 11 فبراير 1954 في نوسونبي في الدنمارك. نشط حزبياً في الحزب الليبرالي. وقد انتخب عضو فولكتنغ ‏ عن دائرة North Jutland (Folketing constituency) ‏ وقد انضم خلال فترته النيابية ‏ للكتلة البرلمانية الحزب الليبرالي وانتخب عضو فولكتنغ ‏ عن دائرة North Jutland (Folketing constituency) ‏ وقد انضم خلال فترته النيابية ‏ للكتلة البرلمانية الحزب الليبرالي وانتخب عضو فولكتنغ ‏ عن دائرة North Jutland (Folketing constituency) ‏ وقد انضم خلال فترته النيابية ‏ للكتلة البرلمانية الحزب الليبرالي.

## وصلات خارجية
- الموقع الرسمي